# Berthold (Ebrach)
Berthold († nach 1262) war von 1252 bis zu seiner Resignation 1262 Abt des Zisterzienserklosters in Ebrach.

## Leben
Berthold wurde in der zweiten Hälfte des 12. oder in der ersten Hälfte des 13. Jahrhunderts geboren. Über den Herkunftsort des späteren Abtes schweigen die Quellen, auch die Familie und etwaige Geschwister Bertholds werden nicht erwähnt. Der junge Berthold stieg innerhalb der Klosterhierarchie schnell auf und wurde nach der Resignation seines Vorgängers Heinrich I. zum Abt des Zisterzienserklosters in Ebrach gewählt.
Nach seiner Ersterwähnung im Jahr 1252 dauerte es zunächst zwei Jahre, bis Berthold wiederum in den Quellen auftauchte. Im Jahr 1260 erhielt sein Konvent einige Rechte durch den Bischof von Bamberg, Berthold von Leiningen, zugesprochen. Ein Jahr später, 1261, erhielt das Kloster weitere Privilegien. Diesmal hatte sie der Papst Alexander IV. bewilligt. Abt Berthold resignierte im Jahr 1262 auf die Abtei und starb in einem unbekannten Jahr.